# Banijay Germany GmbH
Die Banijay Germany GmbH ist ein deutsches Medienunternehmen, das im Jahr 2018 von dem Medienmanager und Unternehmer Marcus Wolter und der Banijay Group gegründet wurde und den Hauptsitz in Köln hat. Unter dem Dach der Banijay Germany vereinen sich TV-Produktionshäuser wie Endemol Shine, Brainpool und der Fiction-Produzent Made For Film. Zu den bekanntesten TV-Produktionen zählen Wer wird Millionär, Big Bounce – Die Trampolin Show, Tatort Dresden, TV Total, The Masked Singer oder Promi Big Brother. Kerngeschäft der Banijay Germany sind die Entwicklung und Kreation von Medienmarken sowie der Aufbau von Künstlern im TV-, Digital- oder Live-Geschäft. Mit Filmen, Serien und TV-Shows erreicht die Banijay Deutschland Gruppe täglich Millionen Zuschauer. Am Sonntag, den 17. Oktober 2021 erreichten der Tatort: Unsichtbar und Kitchen Impossible zusammen über 10 Millionen Zuschauer. International gehört Banijay Germany zur Banijay Group, der größten TV-Produktionsfirma Europas. Zur Banijay Germany gehören außerdem Künstler-Managementagenturen wie MTS GmbH, die SR Management GmbH und Only Good People. Eine weitere Tochterfirma der Banijay Germany ist die Digital- und Live Company Banijay Live Artist Brand u. a. mit den Marken MySpass.de und NightWash.

## Tochterfirmen
- Banijay Productions GmbH
- Brainpool TV GmbH
- Endemol Shine GmbH
- Good Times GmbH
- Made For Film GmbH
- Banijay Media Germany GmbH
- SR Management GmbH
- Only Good People GmbH
- Good Humor GmbH
- Noisy Pictures GmbH[10]

## Produktionen (Auswahl)
- Wer wird Millionär? (RTL)
- Big Bounce – Die Trampolin Show (RTL)
- TV total (ProSieben)
- Die Geissens – Eine schrecklich glamouröse Familie (RTL Zwei)
- The Masked Singer (ProSieben)
- Tatort: Unsichtbar (Das Erste)
- Tatort: Der feine Geist (Das Erste)
- Schlag den Star (ProSieben)
- Kitchen Impossible (VOX)
- Promi Big Brother (Sat.1)
- Free European Song Contest 2021 (ProSieben)
- Deutscher Comedypreis (Sat.1)
- Davina & Shania – We Love Monaco (RTL Zwei)
- Catch! (Sat.1)
- Luke! Die Schule und ich (Sat.1)
- RTL Topnews
- Lego Masters (RTL)
- Hot oder Schrott (VOX)
- Frau Jordan stellt gleich (Joyn)
- Marie fängt Feuer (ZDF)
- Kampf der Realitystars (RTL Zwei)
- Temptation Island (RTL+)
- Mein Lokal, Dein Lokal (Kabel Eins)
- Lebensretter hautnah – wenn jede Sekunde zählt (Sat.1)
- Armes Deutschland – Deine Kinder (RTL Zwei)
- Julia Leischik sucht: Bitte melde dich (Sat.1)
- Celebrity Hunted (Amazon)
- Beauty & The Nerd (ProSieben)
- Mälzer und Henssler liefern ab! (VOX)

## Live-Events (Auswahl)
- Cologne Comedy Festival
- 1LIVE Köln Comedy-Nacht XXL 2021
- NightWash